# L'orchestra di piazza Vittorio (film)
L'orchestra di piazza Vittorio è un film  documentario del 2006 diretto da Agostino Ferrente.
L'opera è stata presentata nel 2006 al Festival di Locarno, come evento di chiusura in piazza Grande davanti ad 8 000 spettatori.
Il film racconta, in chiave autobiografica, la nascita dell'omonimo gruppo ideato e creato da Mario Tronco (già tastierista degli Avion Travel) e dallo stesso Agostino Ferrente. Ad ottobre dello stesso anno viene distribuito nelle sale italiane dalla Luckyred, lanciato al successo dal regista Nanni Moretti che lo tiene in cartellone nel suo cinema romano, il Nuovo Sacher per varie settimane. Successivamente il film viene presentato in numerose manifestazioni internazionali, tra cui il Tribeca Film Festival, venduto in numerosi paesi tra cui gli USA dove viene distribuito da Netflix. Il film si è aggiudicato numerosi premi, tra cui il Nastro d'argento e il Globo d'Oro.

## Trama
Roma, 2001. Mario, musicista, e Agostino, documentarista, abitano entrambi all'Esquilino, quartiere multietnico attorno a piazza Vittorio.
Uniscono le forze per salvare l'unico cinema sopravvissuto nel quartiere, lo storico Cinema Apollo, che sta per essere trasformato in una sala bingo. L'idea di Agostino è farlo diventare un cantiere multidisciplinare dove proiettare film e suonare musiche del mondo. Il compito di Mario è trasformare quelle musiche in un'orchestra. Creano un comitato, l'Apollo 11, e decidono di filmare questa sfida.
I due girano in vespa per Roma con la telecamera sempre al seguito, tra scoperte e delusioni, arruolano una ventina di musicisti, chi in fuga dal proprio paese, chi speranzoso di tornarci appena possibile. Ognuno con la propria fede e soprattutto col proprio strumento, spesso sconosciuto agli italiani, con cui cerca di sopravvivere in una città aperta come Roma. Chi suona per strada o nei ristoranti, chi cucina e sciacqua pentole; qualcuno è diplomato al conservatorio del proprio paese, ma i più suonano ad orecchio e non sanno leggere uno spartito. C'è anche qualche italiano, a rappresentare la "minoranza etnica".
A novembre del 2012, nonostante le rivalità e le difficoltà economiche e burocratiche, l'Orchestra di Piazza Vittorio debutta al Roma Europa Festival.

## Riconoscimenti
- 2006 - Sulmona International festival
  - Premio Migliore Regia
- 2007 - Nastro d'argento
  - Miglior Documentario Italiano [2]
- 2007 - Globo d'oro
  - Gran Premio della Giuria della Stampa Estera [2]
- 2007 - Festival Derhumalc
  - Miglior Film della Giuria di Signis
  - Menzione Speciale della Giuria del Concorso [3]
- 2007 - Capri Hollywood
  - Premio Capri Music Award
- 2007 - Premio Internazionale del Documentario e del Reportage Mediterraneo
  - Premio "Arte, Patrimonio e Culture del Mediterraneo"
- 2007 - Maremetraggio - International Film Festival
  - Premio del Pubblico e Premio della Critica Migliore Opera Prima
- 2007 - Premio Sesterzio d'Argento
- 2007 - Italian DVD Awards
  - Premio Migliore Documentario Italiano
- 2007 - CineMadeinLazio
  - *Premio "LungoLazio"
- 2008 - International Film Festival di Tromsø
  - Premio del pubblico [3]
- 2008 - Festival del Cinema Italiano di Ajaccio
  - Gran Premio della Giuria [3]
- 2008 - Incontri del Cinema Italiano di Tolosa
  - Premio Speciale [3]